# بطولة الأمم الرئيسية 1933
بطولة الأمم الرئيسية 1933 (بالإنجليزية: 1933 Home Nations Championship)‏ هو الموسم 46 من بطولة الأمم الرئيسية. كان عدد الأندية المشاركة فيه 4، وفاز فيه منتخب إسكتلندا الوطني لاتحاد الرغبي.